# La bufera e altro
La bufera e altro è una raccolta di poesie scritta da Eugenio Montale e pubblicata nel giugno 1956. 

## Contenuti
Essa deriva il proprio titolo dalle aggiunte successive alla prima sezione, intitolata Finisterre, che fu pubblicata nel 1943 a Lugano.
A questa andarono via via aggiungendosi altri componimenti e, nella sua edizione definitiva, l'opera risulta divisa in sette sezioni: Finisterre, Dopo, Intermezzo, "Flashes" e dediche, Silvae, Madrigali privati, e Conclusioni Provvisorie, formata da sole due poesie, quali Piccolo testamento e Il sogno del prigioniero, datate  rispettivamente 12 maggio 1953 e dell'ottobre 1954. 

La novità è l'irruzione della politica in un mondo poetico che se ne era del tutto allontanato (come parte della cultura letteraria italiana, nel periodo fascista). Composte nel clima di profondo sconvolgimento legato alla seconda guerra mondiale, da un Montale estremamente pessimista e poco fiducioso nei confronti della storia, le liriche di questa raccolta vedono come grande protagonista nuovamente la figura femminile, rilettura della donna "angelicata e angelicante" di reminiscenza dantesca e, più in generale, della poetica stilnovista. In molte occasioni si rivolge, in una serie di drammatici dialoghi con l'assente, all'ebrea americana Irma Brandeis, da lui indicata con lo pseudonimo di Clizia (senhal forse ispirato dalla ninfa di cui narra Ovidio nelle sue Metamorfosi) e che in molte poesie incarna la figura salvifica della "donna angelo", del "visiting angel".
Al tono colloquiale e narrativo delle prime raccolte (si ricordi l'"ascoltami" della lirica I limoni nella raccolta Ossi di seppia, espressione dal tono discorsivo, intimo e sommesso) subentra una sintassi molto più complessa, di pari passo col complicarsi della fitta rete di relazioni tra le cose.
Il dato storico immediato è assunto nella sua valenza metafisica: la guerra e le ideologie che ne sono la causa non sono altro che la manifestazione concreta, tangibile, del "male di vivere" che coglie l'uomo e lo fa soggiacere alle amare leggi della natura, negative in assoluto.

## Edizioni
- Finisterre. Versi del 1940-42, Quaderni della Collana di Lugano, 1943.
- Finisterre, edizione ampliata edita da Barbera, Firenze, 1945.
- La bufera e altro, Collana Poesia n.4, Neri Pozza Editore, Venezia, I ed. 1956.
- La bufera e altro. 1940-1954, Collana I poeti dello "Specchio", Arnoldo Mondadori, Milano, 1957-1982.
- in L'opera in versi, edizione critica a cura di Rosanna Bettarini e Gianfranco Contini, Collana i millenni, Einaudi, Torino, 1980-1981.
- Finisterre (versi del 1940-42). A cura di Dante Isella, Collana Nuova raccolta di classici italiani annotati, Einaudi, Torino, 2003, ISBN 978-88-061-6532-1.
- La bufera e altro, saggio di Guido Mazzoni, saggio di Pier Paolo Pasolini, Collana Oscar poesia del Novecento n.80, Mondadori, Milano, 2011, pp.95, ISBN 978-88-046-0608-6.
- La bufera e altro, Edizione commentata da Ida Campeggiani e Niccolò Scaffai. Con scritti di Guido Mazzoni, Gianfranco Contini e Franco Fortini, Collezione Lo Specchio, Milano, Mondadori, 2019,  pp. CXIV-422, ISBN 978-88-047-1447-7.